# Vivienne Haigh-Wood Eliot
Vivienne Haigh-Wood Eliot, également orthographié Vivien (28 mai 1888 - 22 janvier 1947), est la première épouse du poète américano-britannique T. S. Eliot, qu'elle épouse en 1915, moins de trois mois après leur rencontre.